# 叶群
葉群（1917年12月1日—1971年9月13日），原名宜敬，祖籍福建閩侯，生於北京，原中国共产党、中华人民共和国政治人物，原副国级领导人。林彪之妻。

## 生平
葉群於北京出生、成長。1935年在國立北平師範大學附屬中學校讀書時參加“一二九”學生運動，加入中國共產主義青年團。1936年，由共青團转入中国共产党。1938年經南京、武漢到達延安。在延安整风期间受过冲击。1942年底與林彪相识，1943年结婚。育有长女林立衡（小名豆豆）、次子林立果（小名老虎）。
1955年，授予上校军衔。文化大革命期間擔任了全軍文革小組成員、副組長，林彪辦公室主任，中央軍委辦事組成員。1969年在中國共產黨第九次全國代表大會上當選為中共中央政治局委員。1971年9月13日，隨林彪、林立果等九人搭機出走，不久在蒙古人民共和國溫都爾汗墜機身亡，為九一三事件，終年53歲。
1973年8月20日，中共中央决定永远开除其党籍，撤销其党内的一切职务。1981年1月25日，被中华人民共和国最高人民法院特别法庭确认为林彪、江青反革命集团案主犯，但鉴于其已经死亡，依法不予追究刑事责任。

## 讲话和发言
- 《1965年12月8日在政治局常委扩大会议上的发言》出自余汝信主编《罗瑞卿案》香港：新世纪出版社，2014年。